# 小樽市総合体育館
小樽市総合体育館（おたるしそうごうたいいくかん）は、北海道小樽市にある体育館。小樽公園にある。
1974年（昭和49年）開館。2005年（平成17年）に2度に渡ってアスベストが落下したため、同年8月から全館閉鎖してアスベスト除去工事を行い、2006年（平成18年）5月に利用再開した。

## 施設
- 主競技場（アリーナ）63.33 m×38.3=2,425 m²[1]
  - バスケットボール・バレーボール・テニス各3面、バドミントン・ミニバレー・ソフトバレーボール各12面、卓球22面、体操（一式）、その他室内スポーツなど
- 第一体育室（地下1階）160 m²[1]
  - 剣道など
- 第二体育室（地下1階）164 m²[1]
  - 空手など
- 第三体育室（地上1階）370 m²[1]
  - 卓球など
- 第四体育室（地上2階）33.83 m×18.33 m=620 m²（1986年増築）[1]
  - 体操（一式）・バスケットボール・バレーボール・テニス各1面、バドミントン・ミニバレー・ソフトバレーボール各4面など
- トレーニング室138 m²[1]
- その他施設（控室、器具庫、更衣室、シャワー室、指導員室、医務室、会議室、売店、ロビーなど）

## 大会・イベント実績
- 『昭和62年度全国高等学校総合体育大会』体操競技・新体操大会（1987年）
- 『第44回国民体育大会』（はまなす国体）体操競技・新体操大会（1989年）[5]
- 『第25回全国中学校体育大会』体操競技・新体操選手権大会（1994年）
- 『第4回全国視覚障害者卓球大会』（2007年）[6]
- 『第35回全日本トランポリン競技選手権大会』（1998年）
- 『バドミントン日本リーグ』公式戦
- 『第43回全日本学生トランポリン競技選手権大会』（2008年）[7]
- 『日本フットサルリーグ』（Fリーグ）エスポラーダ北海道公式戦（2009年・2010年）[8]
- 『日本バスケットボールリーグ』（JBL）レバンガ北海道公式戦
- 『V・チャレンジリーグ』公式戦（2011年）[9]
- プロレス興行
  - 1990年代まで新日本プロレス、全日本プロレス、全日本女子プロレスがアリーナを、吉本女子プロレスJd'は第四体育室をそれぞれ使用していた。2014年に大日本プロレスが第四体育室を使用した。

## アクセス
- 北海道旅客鉄道（JR北海道）小樽駅より徒歩約20分、車で約5分
- 北海道中央バス（おたもい営業所）「市民会館前」「市民会館通」バス停下車

## 参考資料
- “小樽市総合体育館条例”. 小樽市例規集.   小樽市. 2017年9月1日閲覧。
- “小樽市総合体育館条例施行規則”. 小樽市例規集.   小樽市. 2017年9月1日閲覧。
- “小樽市の教育 平成27年度” (PDF).   小樽市教育委員会 (2015年). 2016年5月22日閲覧。